# Negan
Negan Smith è un personaggio immaginario, uno degli antagonisti principali del fumetto The Walking Dead e della serie TV omonima. Nella serie TV è interpretato da Jeffrey Dean Morgan ed è l'antagonista principale dell'ultima parte della sesta stagione nonché dell'intera settima stagione e ottava stagione.
L'aspetto del personaggio si basa su Henry Rollins, come confermato da Charlie Adlard.

## Biografia

### Fumetto
Nel fumetto Negan cerca di ostacolare il tentativo di Rick di avviare un rapporto commerciale con Hilltop. Attaccati dai Salvatori, banditi al soldo di Negan, sono costretti a consegnare metà delle loro armi e forniture. Inizialmente obbedienti, Rick e gli altri cospireranno con altre comunità della zona di Washington per prepararsi alla guerra contro i Salvatori. Il suo quartier generale si trova in una vecchia fabbrica abbandonata, dove vive circondato da diverse mogli. Al suo seguito ci sono circa settanta banditi. Con il tempo matura una simpatia per il giovane Carl Grimes. La guerra fra le comunità capeggiate da Rick contro i Salvatori finisce con la sconfitta di questi ultimi. Negan dopo aver spezzato una gamba al leader di Alexandria (di cui non recupererà più pienamente il controllo) viene da lui sconfitto. Benché in molti lo vogliano morto, principalmente per il brutale omicidio di Glenn, Rick decide di risparmiargli la vita, ma di tenerlo imprigionato per sempre, così da permettergli di vedere il successo di Alexandria e dei suoi ideali. Negan trascorre i successivi due anni in una cella nella comunità di Alexandria, costantemente sorvegliato. In questo lungo periodo Carl trascorre molto tempo con lui. Nel frattempo l'ex leader del Santuario cambia la sua prospettiva e inizia a maturare un rapporto di rispetto e di stima verso Rick. Dopo essere riuscito a fuggire andrà a uccidere Alpha, capo dei Sussurratori, un vasto gruppo di uomini erranti che utilizzano pelli di zombie per mimetizzarsi fra loro e che hanno iniziato un conflitto con Rick. Dopo avere dimostrato di essersi redento e pentito Negan si dimostra una valida risorsa e un ottimo consigliere per Rick e arriverà addirittura a salvargli la vita. Nonostante il suo percorso di redenzione viene cacciato da Alexandria poiché i suoi abitanti ancora non gli hanno perdonato i peccati di un tempo. Dopo aver lasciato la comunità Negan decide di chiudere con il passato e di andarsene, da solo, e per la prima volta senza la sua fedele compagna Lucille (distrutta durante la battaglia finale con i sussurratori).

### Serie TV
Poco dopo lo scoppio dell'apocalisse zombie Negan ha costituito una comunità di sopravvissuti e vari avamposti nella zona di Washington formati perlopiù da ex criminali, ora conosciuti come "i Salvatori", divenendo un temuto signore della guerra. Dopo essere venuto a contatto con la pacifica comunità di Hilltop ha obbligato il leader della stessa, Gregory, a consegnargli metà dei loro averi e materiali di consumo e per dare una dimostrazione ha inviato i suoi banditi a pestare a morte un sedicenne di nome Rory, residente della comunità.

#### Sesta stagione
L'esistenza di Negan viene inizialmente rivelata a Daryl da Dwight, Shelly e Tina, tre ex Salvatori in fuga, i quali pensano che il cacciatore sia uno degli uomini di Negan. Un gruppo di Salvatori, guidati da un uomo di nome Wade, viene inviato per riportare i tre fuggitivi indietro, ma Daryl riesce a salvarli. Successivamente Daryl, Abraham e Sasha vengono direttamente a contatto con i Salvatori quando un gruppo di questi, guidati dal leader motociclista Bud, vuole obbligarli a consegnare i loro averi; Daryl riesce però a ucciderli con l'ausilio di un RPG. L'esistenza di Negan e dei Salvatori sarà definitivamente confermata da Jesus, un abitante di Hilltop, che rivelerà a Rick che Negan estorce alla comunità la metà dei loro averi e viveri con la forza. Così, in cambio di scorte di cibo e derrate alimentari, Rick e il suo gruppo ordiranno un attacco a sorpresa a quello che credono essere il quartier generale di Negan, ma che si rivelerà essere solo uno dei suoi vari avamposti. Dopo avere ucciso fino all'ultimo Salvatore Carol e Maggie vengono rapite da tre di loro che erano sopravvissuti, ma riescono a cavarsela e a ricongiungersi con Rick. Tempo dopo, durante una ricognizione, Daryl, Rosita, Glenn e Denise finiscono in un'imboscata dei Salvatori, guidati da Dwight, che uccide Denise, mentre gli altri due vengono salvati dall'intervento tempestivo di Abraham che riesce a mettere Dwight in fuga. Desideroso di vendetta Daryl lo inseguirà, e nella ricerca si uniranno anche Michonne e Rosita, ma il gruppo finirà in una nuova trappola ordita dallo stesso Dwight. Un altro gruppo di Salvatori, inviato ad Alexandria, sarà fermato da Carol e Morgan. Intanto Rick, Carl, Abraham e Sasha, nel tentativo di portare Maggie a Hilltop, a causa di un malore, per farla visitare dal loro medico, verranno attaccati da un contingente di Salvatori che confischeranno loro le armi e li obbligheranno a inginocchiarsi, di fronte al resto del gruppo catturato da Dwight. Poco dopo Negan farà la sua prima apparizione dal vivo, e spiegherà a Rick che ormai lui e la sua comunità lavoreranno per i Salvatori. Dopodiché inizierà a colpire a morte uno dei prigionieri con una mazza da baseball rivestita di filo spinato a cui ha dato il nome di Lucille, in onore della sua prima moglie deceduta.

#### Settima stagione
Nella prima puntata viene rivelato che Negan ha ucciso Abraham; subito dopo schernisce Rosita invitandola a osservare la sua Lucille sporca dei resti del suo ex fidanzato. A quel punto Daryl lo colpisce al viso con un pugno. Negan, infuriato, punisce il gruppo uccidendo Glenn, poiché Daryl è andato contro il suo ordine di rimanere fermi e immobili (non ha ucciso Daryl perché lo ha preso in simpatia). Dopo l'esecuzione l'uomo prende Rick e lo porta in giro con il camper iniziando a torturarlo psicologicamente al fine di fargli capire che adesso è lui a comandare. Notando l'ostinatezza dell'uomo Negan decide di metterlo alla prova ancora una volta ordinandogli di tagliare un braccio a Carl per evitare la morte del ragazzo e del resto del gruppo, fermandolo solo dopo avere avuto la certezza che Rick lo avrebbe fatto. Dopo che Rick promette ai Salvatori che inizierà a lavorare per loro Negan prende in ostaggio Daryl e si allontana con i suoi uomini. Inizia quindi la dittatura di Negan su Alexandria, con Rick impotente di fronte al suo esercito e costretto a eseguire i compiti assegnatogli. Carl proverà a fermare Negan da solo, ma senza successo. Negan quindi lo prende e lo porta a visitare il suo Santuario e gli mostra l'harem delle sue mogli, successivamente marchia a fuoco Mark, ex fidanzato di Amber, una delle mogli di Negan e riporta il giovane Grimes a casa per aspettare Rick. Ancora una volta mostra di essere un uomo di parola, quando ucciderà Spencer per avergli chiesto di eliminare Rick e quando ordina ad Arat di uccidere una persona per colpa di Rosita che ha attentato alla vita dell'uomo e "ferendo" Lucille. Di fatti Negan era andato ad Alexandria solo per rispettare i patti con Alexandria e solo l'intervento di Spencer e Rosita lo ha portato a uccidere il primo e causare la morte di Olivia per colpa della seconda. Nel finale della settima stagione tenta di uccidere Carl sotto gli occhi di Rick, ma viene distratto dall'arrivo di Shiva con a seguito Ezekiel e Maggie. Ha così inizio la guerra.

#### Ottava stagione
Nella prima puntata Rick dice a Negan e ai suoi uomini che se si arrenderanno subito, la loro vita sarà risparmiata, ma Negan sa benissimo che lui verrebbe ucciso. Negan dice a Rick che non ha numeri di uomini sufficienti per affrontarlo. Durante l'assedio dell'avamposto da parte degli Alessandrini, Negan si ripara dietro ad alcuni veicoli e lo sceriffo apre il fuoco su di lui, ma viene fermato da Gabriel che gli dice di lasciarlo lì. Nel finale dell'episodio, Gabriel trova rifugio in un camper dove trova lo stesso Negan che con un sorriso maniacale gli dice di prepararsi a sporcare i pantaloni. Nell'episodio "I peccati di Negan" Negan, dopo avere scoperto che Gabriel ha mandato a morire l'intera congregazione della sua chiesa, decide di parlare della sua prima moglie, Lucille, che l'uomo tradiva continuamente mentre lei soffriva in silenzio di una lunga malattia. La donna sarebbe morta durante l'inizio dell'epidemia, ma lui non aveva mai avuto il coraggio di finirla. In seguito si è unito a quelli che ora sono i salvatori, occupando il posto del primo capo che a detta sua, non sapeva tenere a freno gli altri. Gabriel assolve Negan e insieme smembrano uno zombie per potersi ricoprire di budella e uscire mimetizzati in mezzo all'orda. Nel finale di metà stagione (l'ottavo episodio) Negan si presenta alle porte di Alexandria minacciando di bombardarla se Rick e chiunque avesse attaccato il suo rifugio non si fosse sacrificato per rimediare al gesto. Carl ordina a tutti di fuggire e si dirige ai cancelli per parlare con Negan. Il figlio di Rick decide di offrirsi in sacrificio per mettere fine alla guerra, Negan ne rimane molto colpito e inizia a chiacchierare con lui, ignorando che Daryl e gli altri stanno per agire. Successivamente Rick torna ad Alexandria ed entrato in casa sua alla ricerca dei figli viene assalito da Negan; i due iniziano a combattere e lo sceriffo ha la peggio, ma riesce comunque a scappare. Negan dopo aver creato scompiglio ad Alexandria fa ritorno al Santuario per decidere la prossima mossa e verrà a sapere della morte di Carl rimanendone profondamente dispiaciuto, per questo accuserà Rick di essere stato un pessimo padre. Dopo avere messo Eugene a capo della fabbrica di proiettili, manda alcuni uomini alla ricerca degli alessandrini fuggiti e del dottor Carson e padre Gabriel. Gabriel viene riportato al Santuario e messo al servizio di Eugene. Ordinerà poi a Simon di sistemare la faccenda con gli accumulatori della discarica dicendogli di uccidere una sola persona, ma questi eliminerà tutti i residenti eccetto Jadis. Dalle parole di Eugene, Negan escogita un piano per costringere la milizia alla resa, ovvero intingere le armi nel sangue infetto dei vaganti e infettare così ogni persona che li avrebbero affrontati. Sulla strada per Hilltop viene intercettato da Rick che lo separa dal resto degli uomini anche perché Simon che tramava alle sue spalle gli impedisce di seguirli. Rick e Negan combattono in un edificio diroccato e il capo dei salvatori scoprirà del tradimento di Simon, Negan riesce a fuggire da Rick, ma viene catturato da Jadis che minaccia di ucciderlo. Negan riesce a convincere Jadis a liberarlo con la promessa di occuparsi di Simon, lungo la strada per il santuario ritrova Laura e tutti e due tornano di nascosto al Santuario per sorprendere Simon e Dwight di cui ora Negan sa il doppiogioco. Negan farà uccidere tutti gli uomini di Simon e poi affronterà quest'ultimo per il posto da leader e Negan vincerà l'incontro strangolando il vice leader. Simon si trasforma e Negan lo fa incatenare alle recinzioni. Nella visione del futuro di Carl Negan è diventato buono e collabora con Alexandria. Durante lo scontro definitivo Negan sembra essere in vantaggio. Mentre si appresta a uccidere padre Gabriel tuttavia la pistola gli esplode in mano e la stessa cosa accade a tutti i Salvatori. Si scopre quindi che Eugene aveva manomesso tutti i proiettili che aveva costruito. Questa mossa concede il tempo al gruppo guidato da Rick di passare in vantaggio. I Salvatori, vista la situazione, si arrendono, mentre Negan fugge e, ferito a una mano, inizia a uno scontro all'ultimo sangue con Rick. Mentre stanno combattendo davanti agli occhi di tutti Negan viene scosso dalle parole di Rick sul fatto che suo figlio non voleva che continuasse questa guerra. Proprio questa discussione ci fa intravedere il vero e umile lato umano di Negan che dopo aver ascoltato queste parole, con gli occhi lucidi, abbassa Lucille e sembra che decida finalmente di parlare. Ma si scopre che le parole di Rick non avevano verità e Negan, in modo meschino, viene definitivamente sconfitto da Rick che lo ferisce con un frammento di vetro, con un profondo taglio alla gola. Per il capo dei Salvatori sembra essere giunta la fine, ma Rick decide di risparmiargli la vita, per rispettare l'ultimo desiderio del figlio, che prima di tutti gli altri sognava un nuovo mondo con tutte le comunità che vivessero e cooperassero pacificamente fra loro. Dopo questa scelta inaspettata del leader di Alexandria, Negan viene rinchiuso nella cella costruita tempo prima da Morgan. Rick gli dice che passerà tutta la vita dietro quelle sbarre, e che vedrà realizzarsi una nuova civiltà, basata sul perdono e sulla giustizia. Tuttavia la scelta di risparmiare Negan non viene condivisa da tutti, specialmente da Maggie (vedova di Glenn proprio a causa sua), Jesus e Daryl, creando i presupposti per un probabile scontro fra le comunità di Alexandria e Hilltop.

#### Nona stagione
Passato un anno e mezzo dalla sconfitta dei Salvatori, Negan è ancora nella prigione di Alexandria dove, quotidianamente, riceve le visite di Gabriel per fargli fare ammenda delle sue colpe ma, ogni volta, inutilmente. Il fatto però che sia ancora vivo ha causato dell'astio tra le comunità, principalmente perché tutti lo vogliono vedere morto (Maggie soprattutto) e la convivenza con i Salvatori non è facile per niente dato che spesso causano problemi. Dopo la morte di Arat, i Salvatori abbandonano il campo seguiti da Ned che, in nome di Negan, vuole ricreare il gruppo. Nel salto temporale di sei anni dalla scomparsa di Rick Negan si trova ancora imprigionato; è invecchiato, stanco, in preda alla paranoia e non sembra più l'uomo crudele e spietato di una volta, tanto che è diventato amico di Judith (figlia di Rick e sorella di Carl); nonostante ciò molti bramano la sua dipartita. Maggie decide di ucciderlo di persona, andando ad Alexandria contro la decisione di Michonne, ma cambia idea quando lo vede piangere e scusarsi con "Lucille" (la vera) di avere dato il suo nome a una mazza. Maggie rinuncia alla sua vendetta, avendo realizzato che quello non è più l'uomo che ha ucciso suo marito e non ne vale la pena. A causa dell'errore di un suo sorvegliante Negan trova la porta della sua cella aperta e ne approfitta per scappare, ma viene fermato da una Judith armata; Negan le dice che sta andando a fare un giro e che tornerà presto, lei glielo permette. Negan, finalmente fuori, decide per prima cosa di ritornare al santuario e lo trova ormai abbandonato, polveroso, e pieno di suoi ex-sottoposti zombificati. Negan quindi si scontra con il suo passato e capisce che ormai l'unica cosa da fare è andare avanti. Egli prende una moto ancora funzionante e cerca di andarsene in luoghi lontani, ma spunta fuori Judith che lo ferma sparando alla moto, facendolo cadere a terra e dicendogli di tornare ad Alexandria dato che non si fidava pienamente e Negan accetta senza controbattere. Negan comincia sempre di più ad affezionarsi a Judith come se fosse un secondo padre. Dopo che i sussurratori uccidono alcuni membri delle comunità (tra cui Enid, Tara e Henry) viene decretato che tutte e quattro non sono più al sicuro e decidono di unirsi tutti insieme e di abbandonare il posto per prepararsi al prossimo attacco, anche a causa dell'arrivo dell'inverno. Negan viene liberato, ma durante una bufera si precipita a salvare Judith dopo che questa stava cercando il cane di Daryl, e ciò porta Michonne a non vederlo come la minaccia di un tempo ma lasciandolo comunque ammanettato. Passata la bufera Negan viene condotto a Hilltop, essendo ora base di tutte le comunità.

#### Decima Stagione
Dopo la tempesta, Negan ha un po' di margine di manovra e lavora ad Alessandria come giardiniere e manutentore sotto scorta, finché Gabriel non lo mette in coppia con Aaron per proteggere Alexandria dai ripetuti attacchi dei vaganti. Dopo essere stato attaccato mentre era di pattuglia, Aaron è temporaneamente accecato e si fa strada a fatica verso una capanna, dove trova Negan, che lo aiuta. I due tornano quindi ad Alessandria. Mentre difende Lydia da un attacco di un gruppo di ladri chiamati Highwaymen, Negan uccide uno di loro, Margo, per legittima difesa e rischia l'esecuzione. il giorno dopo Negan trova la sua cella aperta e scappa. fuori da Alexandria incontra Brandon, figlio un ex Salvatore che è un suo fan e colui che l'ha liberato. Dopo che Negan ha tentato di portare una donna e suo figlio in salvo a Hilltop, Brandon li uccide entrambi per impressionarlo. Infuriato, Negan gli spacca la testa con un sasso. Apparentemente tornando ai suoi vecchi modi e armato di una nuova Lucille creata da Brandon, Negan si unisce ai Sussurratori, un gruppo deciso a distruggere le altre comunità, e diventa la mano destra e l'amante del loro leader, Alpha. Negan aiuta nell'attacco a Hilltop, facendo in modo che i Sussurratori blocchino le strade in modo che i residenti di Hilltop non possano scappare facilmente, anche se Negan cerca di convincere Alpha a risparmiargli la vita e offrire loro la possibilità di unirsi a lei. Dopo l'attacco, Negan incontra Aaron, che lo incolpa della morte del suo partner Eric, 6 anni prima. Negan cattura Lydia e porta Alpha in quella che pensa sia la sua posizione, ma viene rivelato che Negan ha nascosto la ragazza altrove per attirare Alpha in una trappola; poi taglia la gola uccidendola. Negan successivamente viene accettato da Daryl come un alleato provvisorio delle comunità dopo avere appreso del suo assassinio di Alpha su ordine di Carol. Quando arriva la battaglia finale, Negan all'inizio rifiuta di prenderne parte nonostante la sua maggiore esperienza nel camminare tra i morti, sapendo che Beta e gli altri Sussurratori gli spareranno e arriveranno a dire a Lydia che essere coinvolti è inutile e finirà male. Tuttavia Lydia apparentemente cambia idea e Negan distrae Beta dall'inseguirla, dando a Daryl la distrazione di cui ha bisogno per infilzare Beta che viene poi divorato dall'orda di zombie. Dopo la battaglia Negan dice a Lydia che intende rimanere almeno per il momento. Tuttavia, è costernato nel vedere che Maggie è tornata e inizia a cercare di stare alla larga, sapendo che lo vuole morto.
Le continue tensioni tra Negan e Maggie spingono Carol a esiliarlo in una capanna nel bosco. Dopo avere allucinato il suo io più giovane che lo scherniva Negan torna sull'albero dove Rick lo ha quasi ucciso e dissotterra la sua vecchia mazza da baseball Lucille, che è stata sepolta per anni. In una serie di flashback Negan è raffigurato dodici anni prima, nei primi giorni dell'apocalisse, come un ex insegnante di ginnastica del liceo e marito amorevole ma infedele di una donna di nome Lucille. Dopo che a Lucille viene diagnosticato un cancro Negan si dedica a prendersi cura di lei, ma i suoi farmaci chemioterapici vengono rovinati quando il loro generatore si rompe. Negan cerca aiuto in un gruppo di medici itineranti e, sei settimane dopo, trova un dottore di nome Franklin e sua figlia Laura, che gli danno i farmaci di cui ha bisogno; Laura consegna anche a Negan una mazza da baseball come protezione. Sulla strada di casa, tuttavia, viene catturato da una banda di motociclisti e costretto a rinunciare alla posizione di Franklin e Laura. Tornando a casa Negan scopre che Lucille si è suicidata e si è risvegliata come uno zombie. Con il cuore spezzato avvolge la mazza di Laura nel filo spinato dal suo recinto e brucia la sua casa con Lucille all'interno. Tornando al bar dove i motociclisti lo avevano tenuto prigioniero Negan salva Franklin e Laura e sottomette il capo della banda, Craven. Negan descrive come ha perso il lavoro dopo aver picchiato un uomo che era scortese con sua moglie e dice a Craven che, in questo nuovo mondo, non ha più bisogno di tenere a freno il suo lato oscuro; poi picchia a morte Craven con la mazza che ha chiamato Lucille.
Nel presente Negan uccide un vagante con Lucille, ma la vecchia mazza si rompe sul colpo combinato con le sue condizioni fragili e gli abusi che Negan gli ha subito. Tornando alla cabina Negan dice addio definitivo a Lucille, venendo a patti e scusandosi per i suoi errori. Dopo avere bruciato Lucille nel camino Negan torna ad Alexandria per vivere a tempo pieno, nonostante gli avvertimenti di Carol che Maggie lo ucciderà se rimane. Quando Negan rientra ad Alexandria sorride a una Maggie abbagliante.

## Caratterizzazione e abilità
Negan si presenta come un individuo sadico, violento e sociopatico e pertanto si può considerare una forma più pura di degenerazione mentale e morale rispetto al Governatore. È molto temuto e rispettato sia dai suoi uomini che dalle altre comunità intorno a Washington, alle quali estorce gran parte dei loro averi come forma di protezione. Nutre un profondo rispetto per Carl, in quanto l'unico ad affrontarlo sempre con gran coraggio. È un uomo molto intelligente, un abilissimo stratega (lo dimostra l'aver catturato il gruppo di Rick e l'averlo fatto cadere in diverse imboscate) ed è capace di sfruttare al meglio chiunque possa tornargli utile in qualche modo. È dotato di un contorto senso dell'umorismo.
Riesce a imporre il suo volere non solo tramite l'uso della forza ma anche tramite la tortura psicologica: si presenta sempre a una comunità che vuole soggiogare uccidendo uno dei membri della comunità stessa, e se qualcuno prova a opporsi questi viene punito con la morte di un altro membro della comunità, in modo che venga pervaso dai sensi di colpa.
Come arma utilizza una mazza da baseball avvolta nel filo spinato che ha chiamato Lucille, in memoria della sua defunta moglie. L'unico crimine che lo disgusta è lo stupro, cosa che va in netto contrasto con la sua abitudine di avere un harem formato dalle mogli e fidanzate di alcuni dei suoi uomini, alcuni di essi giustiziati.
In un'intervista l'attore Norman Reedus, interprete di Daryl, ha paragonato Negan al Joker, lodando la performance di Jeffrey Dean Morgan.

## Curiosità
Il personaggio compare anche nel videogioco picchiaduro Tekken 7 come personaggio scaricabile.